# Ottobrunner Straße
Die Ottobrunner Straße ist eine Innerorts- und Ein- und Ausfallstraße im Stadtbezirk Ramersdorf-Perlach (Nr. 16) von München. Vor ihrer Neubenennung im Jahr 1960 trug sie den Namen Äußere Rosenheimer Straße.

## Verlauf
Die Straße beginnt am Mittleren Ring in Ramersdorf in Verlängerung der von der Innenstadt kommenden Rosenheimer Straße (über die kurze Aribonenstraße mit der Kirche Maria Ramersdorf) und setzt die Rosenheimer Straße vom Innsbrucker Ring an nach Südosten fort. Sie ist bis zum Abzweig der Unterhachinger Straße Teil der Staatsstraße 2368. In Altperlach endet sie am zentralen Pfanzeltplatz. Ihre Fortsetzung bildet jenseits dieses Platzes die Putzbrunner Straße, von der die Carl-Wery-Straße nach Neubiberg abzweigt (Staatsstraße 2078), die sich weiter als Alte Landstraße und Rosenheimer Landstraße in Ottobrunn fortsetzt und Richtung Rosenheim führt.

## Öffentlicher Verkehr
Die Straße wird von Omnibussen der MVG bedient.

## Namensgeber
Die Straße ist nach der seit Beginn des 20. Jahrhunderts auf einem zuvor gemeindefreien Waldgebiet aufgesiedelten, seit 1955 selbstständigen Gemeinde Ottobrunn benannt.

## Denkmalgeschützte Bauwerke

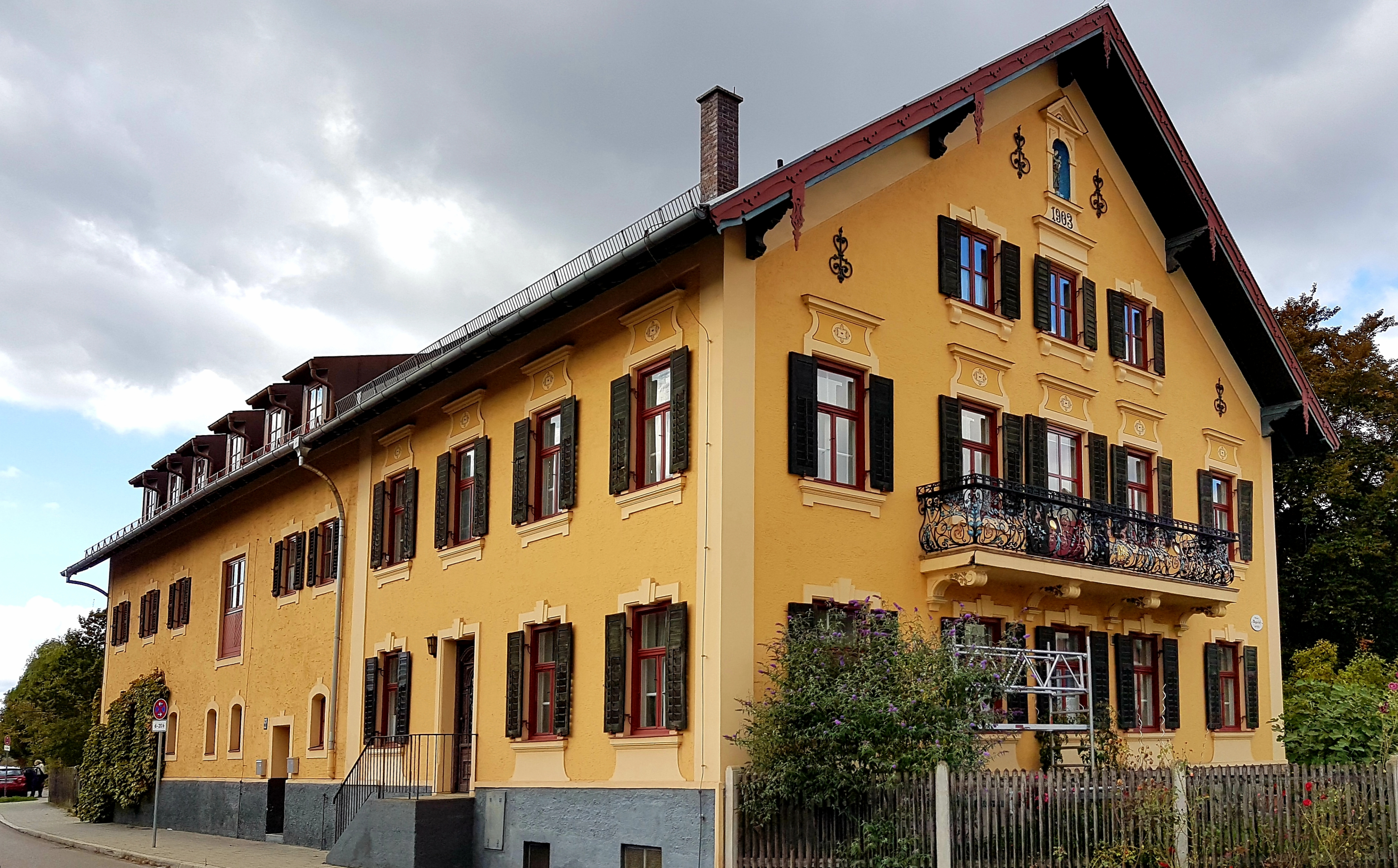
Einfirsthof Nr. 132

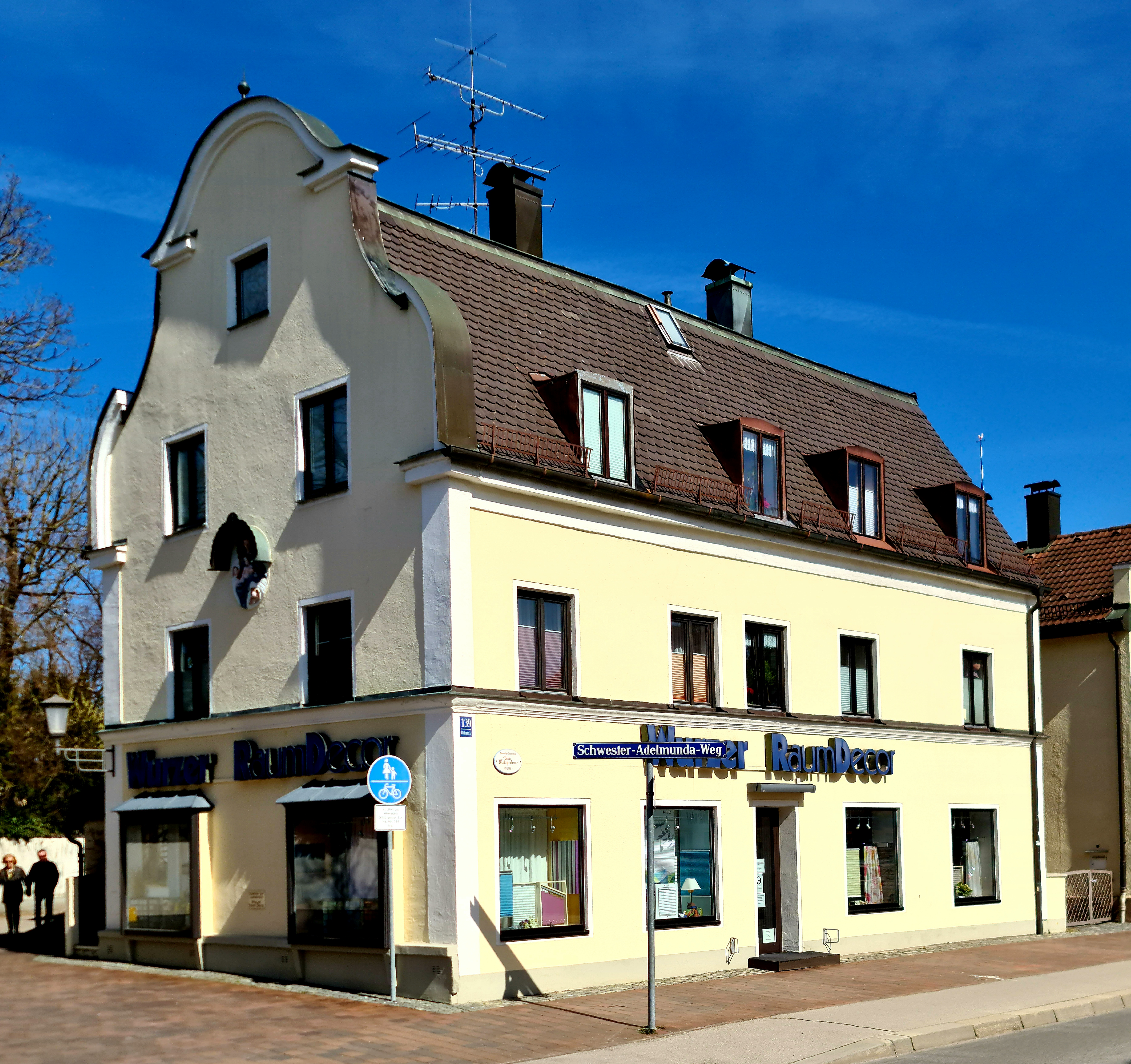
Haus Nr. 139

- Nr. 132: Ottobrunner Straße 132 (Perlach), Einfirsthof (1903) (Denkmalliste Nr. D-1-62-000-5075)
- Nr. 133: Bauernhaus, ehemaliger Dreiseithof (1843) (Denkmalliste Nr. D-1-62-000-5076)
- Nr. 135: Gasthof Hufnagel (1840) (Denkmalliste Nr. D-1-62-000-5077)
- Nr. 139: Wohn- und Geschäftshaus, im Kern wohl 18. Jahrhundert, neubarock überarbeitet (Denkmalliste Nr. D-1-62-000-5078)
- Nr. 143: Wohn- und Geschäftshaus, um 1900 (Denkmalliste Nr. D-1-62-000-5079)

### Baudenkmäler in der Nähe
- Ortskern Perlach am Pfanzeltplatz (geschütztes Ensemble, Denkmalliste Nr. D-1-62-000-52).

Einzelheiten siehe die Liste der Baudenkmäler in Perlach.

## Sozialeinrichtungen in der Nähe
- Klinikum München Perlach, Schmidbauerstraße.